# アイフェックス
アイフェックス（IFEX）とはImpulse Fire Extinguishing Technology（インパルス消火技術）の略である。この装備は水を高圧空気で発射することにより少量の水で効率よく消火活動が行える。また空気タンク等一式を背負って使用するためホースを伸ばせない場合などで活躍できる。大型の「イントルーダー」というシステムも存在する。

## 概要
圧縮空気を0.02秒で銃身内に放出する事により、消火銃銃身に充填されていた水が撃ち出される。                             
この際、銃口部での初速は時速432kmに達し、大気中の空気と衝突しながら水の塊から水の粒子へと姿を変え、ホースによる散水時の粒子径平均約700マイクロメートルに比べ、銃口から4mの距離で平均100マイクロメートル程度、10mの距離で5～10マイクロメートル程度にまで微細化され、水の粒子の合計表面積は約10倍に増加し、火炎と接して容易に蒸発し気化熱を奪い冷却消火を行う。
近年では、消防車両のエンジンを動力源とした高圧ポンプにより霧状の水を噴射する消火機器や、泡消火剤を二酸化炭素ガスで高速噴射する機器が登場しているが、動力源・消火液体・噴射方法の違いがあっても根幹は同じものと考えられる。

## 特徴
個人で携行可能な「バックパックセット」を例に挙げると、
- 消火用水の確保、ホースの配置・接続等に要する時間が不要で、背負った後僅かの操作で即消火活動可能。
- ポンプ車や消火栓に繋いだ消火ホースを消火地点まで引く必要がなく、自由に行動可能。
- 撃ち出される水は最大でも1リットルであり、「水損」の発生が極めて少ない。
- 30kgを超える総重量がある為、ある程度の体力を要する。
- 噴射しながらの照準合わせが出来ず、命中精度を高める為の実射訓練を要する。

## 用途
- 世界各国の消防機関、警察機関、大規模プラント・工場等の自衛消防組織

これら組織における初期消火から延焼拡大に至る前までの火災の鎮圧

## 形式
- 個人携行型・車両積載型・ヘリコプター型・施設設置型

これらは、機器が大型になるに従い噴射水量・タンク容量・ボンベ容量も大型となるが、原理は一緒である。